# Alžběta Kumánská
Alžběta Kumánská či Alžběta Kumánka (1239/1240? – 1290?) byla manželka Štěpána V. Uherského, v letech 1270–72 uherská královna a pak do roku 1277 regentka.

## Dětství
Alžběta se narodila někdy v letech 1239/40 jako dcera Kuthena (Kötena), chána pohanských kočovných Kumánů, a jeho ruské manželky neznámého jména, původem z Haliče. Roku 1238 Kuthen vedl kumánské klany na území Uherského království, protože Kumáni museli ustoupit před tlakem mongolských hord. Uherský král Béla IV. poskytl Kuthenovu lidu azyl ve stepi mezi Dunajem a Tisou, a to pod podmínkou opuštění původního pohanského šamanismu, přestupu ke křesťanství (katolictví) a věrnosti uherským králům.
Tato dohoda byla nejspíš zpečetěna zasnoubením Alžběty a Štěpána, nejstaršího syna Bély IV. Štěpán byl tehdy ještě nemluvně a Alžběta zřejmě byla o něco málo starší než její budoucí manžel. V roce 1241 však začala mongolská invaze do Evropy a Uhersko bylo jedním z jejích hlavních cílů. Kuthen byl zavražděn uherskou šlechtou, která se obávala, že zradí svou novou vlast a zběhne na opačnou stranu. Béla IV. a uherské oddíly utrpěli v dubnu téhož roku strašlivou porážku v bitvě na řece Slané, přičemž král stěží zachránil svůj život a musel utéci do sousedního Rakouského vévodství (a později do přímořského Chorvatska). Mongolští vojevůdci Batú a Subutaj pokračovali v dobývání celých Uher, ovšem koncem roku je zastihla zpráva o smrti velkého chána Ögedeje a ustavení jeho vdovy, chánky Töregene prozatímní regentkou. Batú se rozhodl vrátit na volbu dalšího vládce, odvolal invazi a mongolské hordy se následně stáhly ze střední Evropy.

## Uherská princezna
Béla IV. začal znovu budovat svou moc a opravovat zničenou zemi. Kuthen byl sice mrtvý, ale jeho dcera byla zachráněna a její zasnoubení s princem Štěpánem bylo evidentně stále bráno za platné. Alžběta v zájmu svého sňatku, který se uskutečnil v roce 1253, přijala katolictví. Ženichovi bylo dvanáct let a nevěsta mu byla věkem blízko. Měli spolu nejméně šest dětí, z nichž pět se dožilo dospělosti.
V roce 1262 Štěpán získal od otce za podporu ve válce proti českému králi Přemyslu Otakarovi II. (kterou ovšem Béla prohrál) některá území. Štěpán byl korunován mladším králem a prakticky svému území vládl jako samostatnému království, včetně toho, že někdy vedl zahraniční politiku odporující té otcově.

## Královna regentka a matka
Béla IV. zemřel v roce 1270 a Štěpán se stal jeho nástupcem. Dál vedl jakousi válku s Přemyslem Otakarem, která nakonec skončila smírem, vyznívajícím úspěšněji pro Štěpána. Nový král ovšem nevládl dlouho a zemřel už roku 1272. Alžběta se stala regentkou za jejich desetiletého syna Ladislava, následníka trůnu. Její regentství trvalo do roku 1277, během něj proběhla palácová revoluce i občanská válka.
Alžbětina výchova syna založila na budoucí problémy. Ladislav (László), zvaný po matce „Kumán“ (Kun) měl nejraději společnost svých kočovných, stále ještě pohanských Kumánů a jejich (z hlediska evropské společnosti) divoké zvyky. Nosil u dvora kumánské oblečení, obklopoval se kumánskými konkubínami a silně zanedbával správu státu. To všechno vyvolávalo nelibost uherské šlechty. Ladislav byl nakonec v červenci 1290 zavražděn a vládu získal jeho vzdálený strýc Ondřej III., který posléze zůstal posledním Arpádovcem v přímé mužské linii.
Zdá se, že v této době zemřela i Alžběta, neboť od nástupu Ondřeje III. už o ní nejsou zmínky. Podle tradice tedy Alžběta zemřela také v roce 1290.

## Potomci
- Alžběta Kumánka (1255–1308) – 1. manžel Štěpán Uroš II. Milutin, 2. manžel Záviš z Falkenštejna
- Kateřina (1256–po 1314) – manžel Štěpán Dragutin Srbský
- Marie Uherská (1257–1323) – manžel Karel II. Neapolský, potomci jejich dětí se stali uherskými, francouzskými a dalšími králi
- Anna (1260–1281) – manžel Andronikus II. Palaiologos , jsou předky všech následujících byzantských císařů
- Ladislav IV. Kumán (1262–1290) – manželka Isabela z Anjou, bez legitimních potomků
- Ondřej (1268–1278)